# Юрово (Гороховецкий район)
Юрово — деревня в Гороховецком районе Владимирской области России, входит в состав Куприяновского сельского поселения.

## География
Деревня расположена на берегу реки Суворощь в 14 км на юго-восток от центра поселения деревни Выезд и в 11 км на юго-восток от Гороховца.

## История
В писцовых книгах Гороховецкого уезда 1628-30 годов деревня значилась в составе Архангельского прихода, в ней было 1 двор помещиков, 1 людской и 3 бобыльских.
В XIX — первой четверти XX века деревня входила в состав Красносельской волости Гороховецкого уезда, с 1926 года — в составе Гороховецкой волости Вязниковского уезда. В 1859 году в деревне числилось 20 дворов, в 1905 году — 23 двора, в 1926 году — 44 двора.
С 1929 года деревня являлась центром Юровского сельсовета Гороховецкого района, с 1940 года — в составе Великовского сельсовета, с 2005 года — в составе Куприяновского сельского поселения.

## Население
| 1859 | 1905 | 1926 | 2002 | 2010 | 2021 |
| ---- | ---- | ---- | ---- | ---- | ---- |
| 100  | ↗170 | ↗186 | ↗240 | ↘206 | ↗218 |